# Conestoga Township
Conestoga Township ist eine Township im Lancaster County des US-Bundesstaats Pennsylvania. Das U.S. Census Bureau hat bei der Volkszählung 2020 eine Einwohnerzahl von 3.914 ermittelt.

## Geographie
Conestoga Township liegt zehn Kilometer südlich von Lancaster und rund 100 Kilometer westlich der Großstadt Philadelphia. Der Susquehanna River begrenzt Conestoga Township im Süden.

## Geschichte

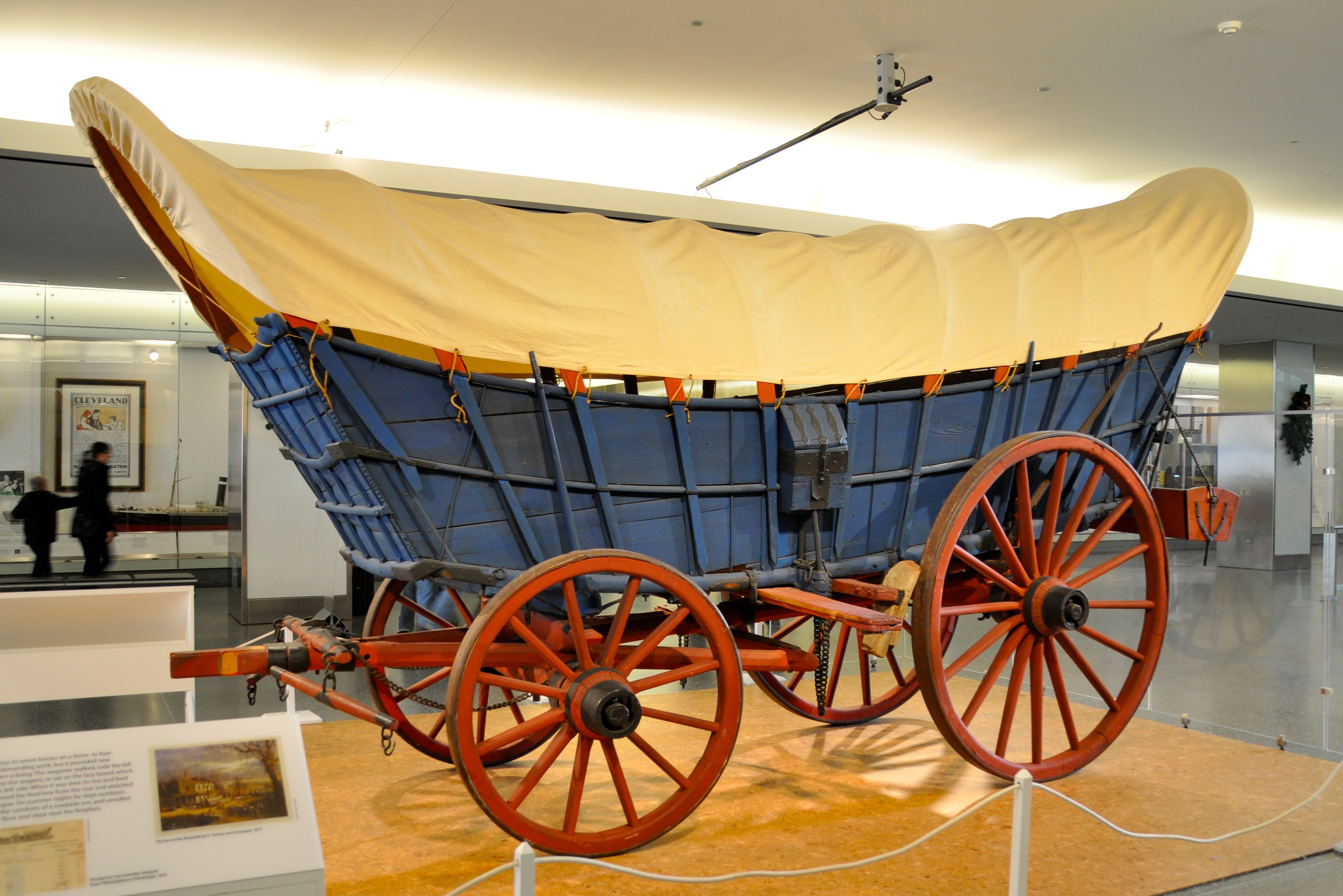
Conestoga Wagon, im
National Museum of American History

Erste Einwohner der Gegend waren Indianer der Susquehannock-Stämme, die auch Conestoga genannt werden und Namensgeber für die Township waren. Viele Siedler, die sich im dort im 18. Jahrhundert niederließen, kamen aus Deutschland, die sich auch als Konstrukteure des für den Transport schwerer Güter in der hügeligen Umgebung bestens geeigneten Conestoga Wagons einen Namen machten.
Die Colemanville Covered Bridge und die prähistorische archäologische Stätte Big and Little Indian Rock Petroglyphs sind im National Register of Historic Places gelistet.
Die Einwohner von Conestoga Township bestreiten ihren Lebensunterhalt zu Beginn des 21. Jahrhunderts in erster Linie durch touristische Einrichtungen sowie durch kleine und mittlere Industriebetriebe, beispielsweise den Lebensmittelhersteller Turkey Hill, der dort seine Hauptverwaltung unterhält.

## Demografische Daten
Im Jahr 2010 wurde eine Einwohnerzahl von 3776 Personen ermittelt. Das Durchschnittsalter lag zu diesem Zeitpunkt mit 42,1 Jahren oberhalb des Wertes von Pennsylvania, der 40,6 Jahre betrug. 49,9 % der heutigen Bewohner gehen auf Einwanderer aus Deutschland zurück. Weitere maßgebliche Zuwanderungsgruppen während der Anfänge des Ortes kamen zu 13,8 % aus Irland, zu 8,8 % aus Italien und zu 6,4 % aus England.